# Estany Negre (la Vall de Boí)
L'Estany Negre, també anomenat Negre de Caldes, és un llac que es troba en el terme municipal de la Vall de Boí, a la comarca de l'Alta Ribagorça, i dins del Parc Nacional d'Aigüestortes i Estany de Sant Maurici. El llac, d'origen glacial, està situat a 2.134 metres d'altitud, dins la Capçalera de Caldes, a l'entrada de la Vall de Colieto. Té una superfície de 9 hectàrees i 35 metres de fondària màxima. Rep les aigües del Estany de Colieto (E) i drena pel Riuet d'Estany Negre (O).

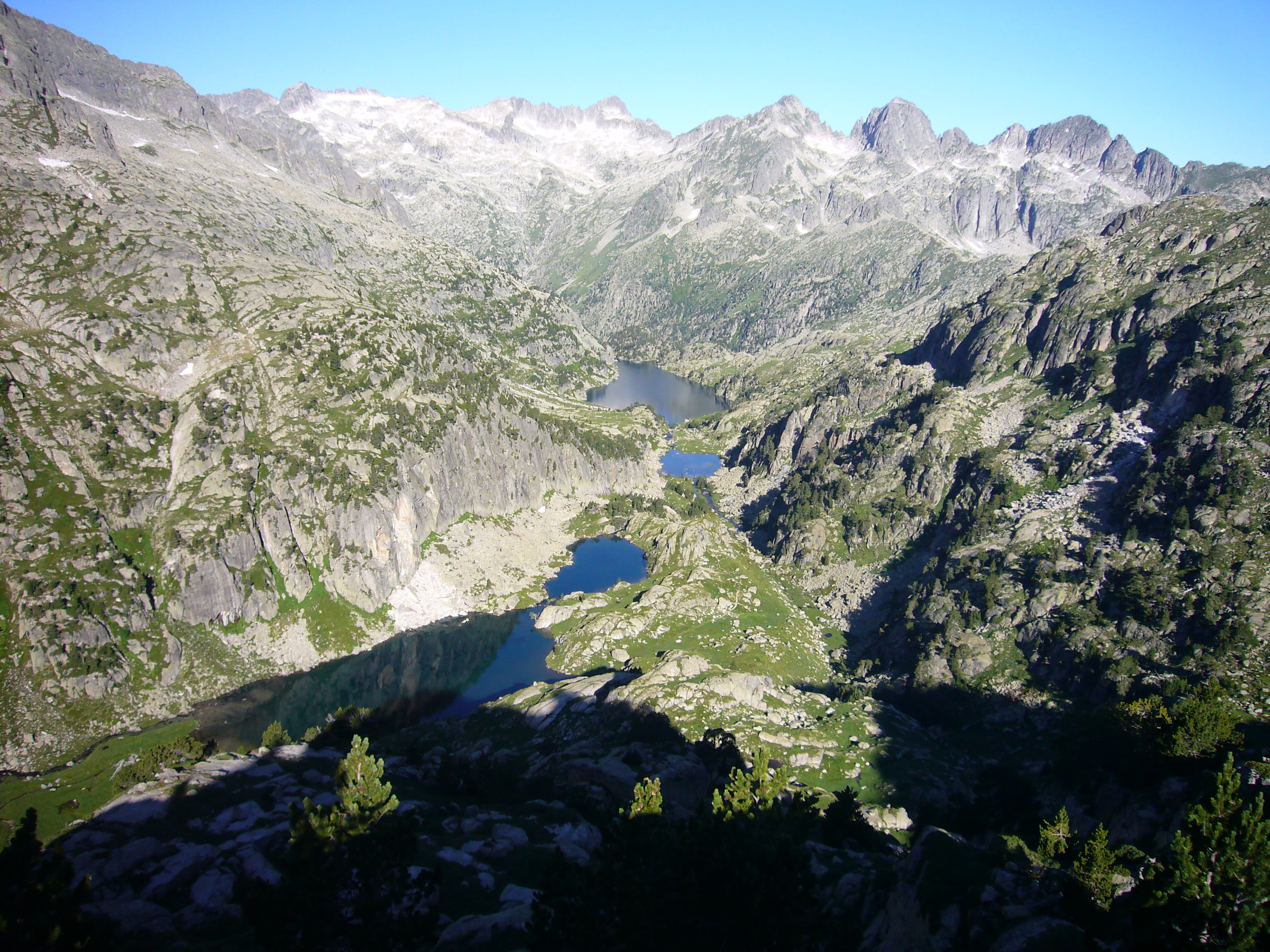
Estanys Gran de Colieto, Colieto i Negre, vistos des del Bony dels Estanyets de Colieto

L'estany descansa als peus de les imponents parets de l'obaga del Pics de Comalespada  (S) i de les Agulles de Travessani (NE). Al nord-est, damunt de les escarpades parets s'aixeca el sobre l'estany, es troba el Refugi Joan Ventosa i Calvell; sent el punt d'entrada a la Vall de Colieto, que s'obre cap a l'est; des d'aquest punt es pot gaudir de les impressionants vistes del Massís del Besiberri.
La ruta més habitual es la que procedent de la Presa de Cavallers, pel Pletiu de Riumalo, el Barranc de les Llastres i Pas de l'Osso, també porta al Refugi Joan Ventosa i Calvell.